# Estadi Parque Artigas
L'Estadi Parque Artigas és un estadi de futbol de la ciutat de Paysandú, Uruguai.
És la seu dels clubs Paysandú Fútbol Club i Paysandú Bella Vista. La seva capacitat és per a 25.000 espectadors. Va ser construït l'any 1995.
Va ser seu de la Copa Amèrica de futbol de 1995.